# Saint-Carné
Saint-Carné település Franciaországban, Côtes-d’Armor megyében. Lakosainak száma 1140 fő (2022. január 1.). Saint-Carné Bobital, Calorguen, Lanvallay, Trélivan, Trévron és Dinan községekkel határos.

## Népesség
A település népessége az elmúlt években az alábbi módon változott:
| Lakosok száma | 655  | 747  | 787  | 908  | 946  | 1000 | 998  | 1051 | 1077 | 1140 |
|               | 1968 | 1982 | 1990 | 2006 | 2013 | 2015 | 2017 | 2019 | 2020 | 2022 |